# Ремонт на кораба
Ремонт на кораба (плавателния съд) – комплекс от организационни и технически мероприятия, насочени към поддържането или възстановяването на качествата на кораба, неговото оръжие и техническите му средства със силите на личния състав, кораборемонтни работилници или кораборемонтни заводи. Има следните видове ремонт на кораба: авариен, гаранционен, доков, междупоходен, навигационен, планово-предупредителен (планов), среден и текущ.

## Видове ремонт на кораба

### Авариен ремонт
Аварийният ремонт е непланов ремонт на съда, който се изпълнява за отстраняването на причини и следствия от повредите, предизвикани от авария. От обема и сложността на работите зависи, може ли той да се изпълни от ремонтните работилници, ремонтно предприятие или личният състав на кораба.

### Гаранционен ремонт
Гаранционният ремонт се провежда със силите и средствата на завода-строител или изпълнителя на ремонта в течение на гаранционния срок за възстановяване на качествата на кораба до значенията им, установени в нормативно-техническата документация на построяване или ремонт.

### Доков ремонт
Доковият ремонт е ремонт на подводната част на кораба, който се извършва в док или на слип. В хода на доковия ремонт се произвежда възстановяване на средствата за защита на корпуса от корозия и налепи, провеждат се необходимите огледи и освидетелствания, а също се отстраняват появилите се дефекти в подводната част на корпуса, двигателно-рулевия комплекс, дънно-бордовата апаратура и други части в подводната част на корпуса, ремонта на които не може да се извърши на вода. Осъществява се със силите и средствата на кораборемонтните заводи, работилниците с привлечане на личния състав на кораба.

### Междупоходен ремонт
Междупоходният ремонт на кораба се произвежда между дълги походи с цел възстановяване на боеготовността на кораба, отстраняване на изявените в периода на похода неизправности, а също за провеждане на регламентираните работи. Този вид ремонт, като правило, се осъществява от кораборемонтните работилници на съединенията и личния състав на кораба с привлечане на кораборемонтни заводи и ремонтните предприятия на флота за провеждането на най-сложните работи.

### Навигационен ремонт
Навигационният ремонт се изпълнява по пътя на провеждането на своевременно регламентираните огледи и работите, и ремонта или замяната на износените или изработили своя ресурс детайли и възли на оръжията и техническите средства. Провежда се от личния състав на кораба и работилниците на съединенията с привличане, по необходимост, на кораборемонтните предприятия.

### Планово-предупредителен ремонт
Планово-предупредителният ремонт (планов ремонт) се изпълнява с цел предотвратяване на износа и своевременното откриване на неизправности в оръжията и техническите средства, провеждането на профилактичните работи, предвидени в инструкциите за експлоатация. Този вид ремонт се осъществява от личния състав с привличането на кораборемонтни работилници за изпълнение на отделни работи.

### Среден ремонт
Средният ремонт на кораба се пробежда с цел възстановяване на свойствата на кораба до зададените им значения със замяна и (или) възстановяване на оръжията, техническите средства и корпусните конструкции. Той се провежда от кораборемнотните предприятия с привличането на личния състав на кораба за изпълнение на отделни работи.

### Текущ ремонт
Цел на текущия ремонт е поддържане на свойствата на корабля в зададените предели със замяната и (или) възстановяването на отделни бързоизносващи се технически средства и корпусни конструкции. Ремонта се провежда от кораборемонтни предприятия, за изпълнение на отделни работи може да се привлияа и личния състав на кораба.